# 959 Arne
Arne (asteroide 959) é um asteroide da cintura principal com um diâmetro de 57,42 quilómetros, a 2,5026189 UA. Possui uma excentricidade de 0,2141615 e um período orbital de 2 075,79 dias (5,68 anos).
Arne tem uma velocidade orbital média de 16,69021896 km/s e uma inclinação de 4,49714º.
Esse asteroide foi descoberto em 30 de Setembro de 1921 por Karl Reinmuth.